# Cornélie (1913)
Cornélie (Q91) – francuski oceaniczny okręt podwodny z czasów I wojny światowej i okresu międzywojennego, druga zamówiona jednostka typu Clorinde. Została zwodowana 29 października 1913 roku w stoczni Arsenal de Rochefort, a do służby w Marine nationale weszła we wrześniu 1917 roku. Jednostka służyła podczas wojny na wodach kanału La Manche i Atlantyku, a z listy floty została skreślona w grudniu 1926 roku.

## Projekt i budowa
„Cornélie” zamówiona została na podstawie programu rozbudowy floty francuskiej z 1909 roku. Jednostkę zaprojektował inż. Julien Hutter, powiększając rozmiary stworzonego przez inż. Maxime’a Laubeufa projektu Brumaire. 
„Cornélie” zbudowana została w Arsenale w Rochefort. Stępkę okrętu położono w listopadzie 1910 roku, został zwodowany 29 października 1913 roku, a do służby przyjęto go we wrześniu 1917 roku. Jednostka otrzymała numer burtowy Q91.

## Dane taktyczno–techniczne
„Cornélie” była średniej wielkości oceanicznym okrętem podwodnym o konstrukcji dwukadłubowej. Długość całkowita wynosiła 53,9 metra, szerokość 5,1 metra i zanurzenie 3,4 metra. Wyporność w położeniu nawodnym wynosiła 413 ton, a w zanurzeniu 567 ton. Okręt napędzany był na powierzchni przez dwa dwusuwowe silniki wysokoprężne MAN (wyprodukowane na licencji we francuskiej firmie Loire) o łącznej mocy 800 koni mechanicznych (KM). Napęd podwodny zapewniały dwa silniki elektryczne Nancy o łącznej mocy 700 KM. Dwuśrubowy układ napędowy pozwalał osiągnąć prędkość 13 węzłów na powierzchni i 9 węzłów w zanurzeniu. Zasięg wynosił 1300 Mm przy prędkości 10 węzłów w położeniu nawodnym oraz 100 Mm przy prędkości 5 węzłów pod wodą. Dopuszczalna głębokość zanurzenia wynosiła 40 metrów.
Okręt wyposażony był w osiem zewnętrznych wyrzutni torped kalibru 450 mm: dwie na dziobie jednostki oraz sześć systemu Drzewieckiego, z łącznym zapasem 8 torped. W 1917 roku na okręcie zamontowano działo pokładowe kal. 75 mm M1897 L/35.
Załoga okrętu składała się z 29 oficerów, podoficerów i marynarzy.

## Służba
„Cornélie” podczas wojny pełniła służbę na wodach kanału La Manche i Atlantyku. Okręt został skreślony z listy floty w grudniu 1926 roku.